# Campelos
Campelos é uma vila portuguesa que foi sede da extinta Freguesia de Campelos do Município de Torres Vedras, freguesia que tinha 34,27 km² de área e 2 827 habitantes (2011)), tendo, assim, uma densidade populacional de 82,5 hab/km². 
A Freguesia de Campelos foi extinta em 2013, no âmbito da reorganização administrativa do território das freguesias a nível nacional, tendo sido agregada à Freguesia de Outeiro da Cabeça para criar a nova União das Freguesias de Campelos e Outeiro da Cabeça.
A Freguesia de Campelos fora criada em 1945, sendo constituída, além da povoação sede, pelos lugares de Cabeça Gorda, Casais do Grilo e Casais do Rijo. por desanexação da freguesia de Santa Maria do Castelo e São Miguel, da qual constituía um exclave distante de cerca de 20 quilómetros.
Por sua vez, a povoação de Campelos foi elevada à categoria de vila em 1995.
Considerada por muitos um dos locais mais agradáveis do país, a vila oferece aos seus moradores condições únicas, que fazem dela um local de referência.[carece de fontes?]

## População
| 1960  | 1960  | 1970  | 1981  | 1991  | 2001  | 2011  |  |
| 1 809 | 2 083 | 2 006 | 2 401 | 2 624 | 2 708 | 2 827 |  |

Criada pelo decreto-lei nº 35.183, de 24/11/1945, com lugares desanexados da freguesia de Santa Maria do Castelo

## Actividades económicas
Tem como actividades económicas: indústria, panificação, agroindústria, agro-pecuária, cerâmica industria.

## Festas e romarias
- «Festa Anual (1.º domingo de Outubro) em honra do Senhor Jesus dos Aflitos»
- Círio ao Senhor Jesus do Carvalhal (1.º domingo de Outubro)
- Nossa Senhora da Assunção (15 de Agosto)
- Sagrada Família (3.º fim-de-semana de Setembro)
- S. Sebastião (último fim-de-semana de Outubro)
- Festa e Marchas de Santo António (13 de Junho)
- S. João (24 de Junho)
- S. Pedro (29 de Junho)
- S. Martinho (11 de Novembro)

## Património
- Igreja matriz
- Museu Etnográfico de Campelos
- Museu Particular de Campelos
- Igreja da Sagrada Família
- Igreja do Imaculado Coração de Maria
- Igreja de Nossa Senhora de Fátima
- Capela da Luz

- Outros Locais: reserva de caça associativa, exposição de aves, adega da vila e moinho de vento, escola de música da casa do povo de Campelos que é uma colectividade pertence à casa do povo de Campelos que tem várias actividades, desde aprender a ler música, tocar instrumentos musicais, até à altura em que se começa a tocar na Banda de música da casa do Povo de Campelos.

## Gastronomia
Carne na banha, cozido de porco, sarrabulho, filhós, pastéis de feijão, bolo de ferradura, pão de milho com torresmos, pão de trigo com chouriço caseiro, broas dos santos e arroz doce.

## Artesanato
Miniaturas em madeira, fabrico de peneiras e cerâmica artesanal.

## Colectividades
- Banda de Música da Casa do Povo de Campelos
- Assoc. de Solid. Social e Socorros de Campelos
- Sport Clube União Campelense
- «Centro Social P. Santo António»
- Rancho Folclórico Danças e Cantares de Campelos
- Agrupamento de Escuteiros 648
- Centro de Cult. e Animação de Campelos
- Assoc. Desp. e Cult. da Cabeça Gorda
- Assoc. Pró Desenvolvimento Integrado da Cabeça Gorda (Apoterra)

## Feiras
Santiago Maior (25 de Julho) e mercado mensal (1.º domingo de cada mês).